# Actio locati
Die actio locati war eine antike römische Klage zur Geltendmachung von Lohnforderungen (merces) als Gegenleistung aus Dienstverträgen (locatio conductio operarum). Da sie im Rahmen der magistratischen Jurisdiktion vom Prätor – und damit im Rahmen der Rechtsfortbildung – entwickelt wurde, war sie amtsrechtlicher Natur. Dienstverträge gehörten zum Vertragstyp der locatio conductio (lat. locare = hinstellen; conducere = mitnehmen). Der Anspruch auf Lohn konnte auch dann entstehen, wenn der Dienstherr die Tätigkeit des Dienstverpflichteten nicht in Anspruch nahm, weil er die Nichtinanspruchnahme selbst zu vertreten hatte. In diesen Fällen trug der Dienstherr die Lohngefahr.
Der Dienstverpflichtete (locator) wiederum war zur Verrichtung seiner Dienste in ordnungsgemäßer Weise verpflichtet. Sofern er sich dem Vorwurf einer schuldhaften Schlecht- bzw. Nichterfüllung aussetzte, haftete er dem Dienstherrn aus der actio conducti auf Schadensersatz. Lohn durfte er dann nicht mehr fordern.
Im Gegensatz zum heute verankerten Vertragsverkehrsrecht, in dem in den Rechtsordnungen den Dienstverträgen sehr große Bedeutung zukommt, lagen Geltung und Gewicht von Dienstverträgen in der antiken römischen Öffentlichkeit im verhältnismäßig eher marginalen Bereich. Diese Tatsache beruhte auf der gesellschaftlichen Erwartungshaltung, dass in den sozial gehobenen Ständen Tätigkeiten und Verrichtungen zumeist unentgeltlich ausgeübt wurden, also dem heutigen Auftragsgeschäfts gleichkamen. Oder aber es wurde eine Erfolgshaftung vereinbart, was im rechtlichen Sinne dem Typ der Werkverträge entspricht. Dienstvertragliche Verpflichtungen waren vornehmlich daher bei den unteren Ständen, den Tagelöhnern, zumeist Sklaven, angesiedelt. Deren Dienstleistungen wichen vom lohnabhängigen Dienstverhältnis (locatio conducti operarum) häufig insoweit ab, als sie zumeist aus einem Mietverhältnis (locatio conducti rei) in Anspruch genommen wurden. Allerdings konnten auch Auseinandersetzungen dieses Typs mit der actio locati verfolgt werden.